# گیم‌پرو
گیم‌پرو(به انگلیسی: GamePro)یک ماهنامه اطلاع رسانی بازی‌های رایانه‌ای است که در ایالات متحده منتشر می‌شود. مرکز آن در ردوود، کالیفرنیا بوده و در سال ۱۹۸۹ توسط پت فرل و خواهرخوانده او لیان مک‌درمونت شروع به انتشار کرد.